# Světličník lepkavý

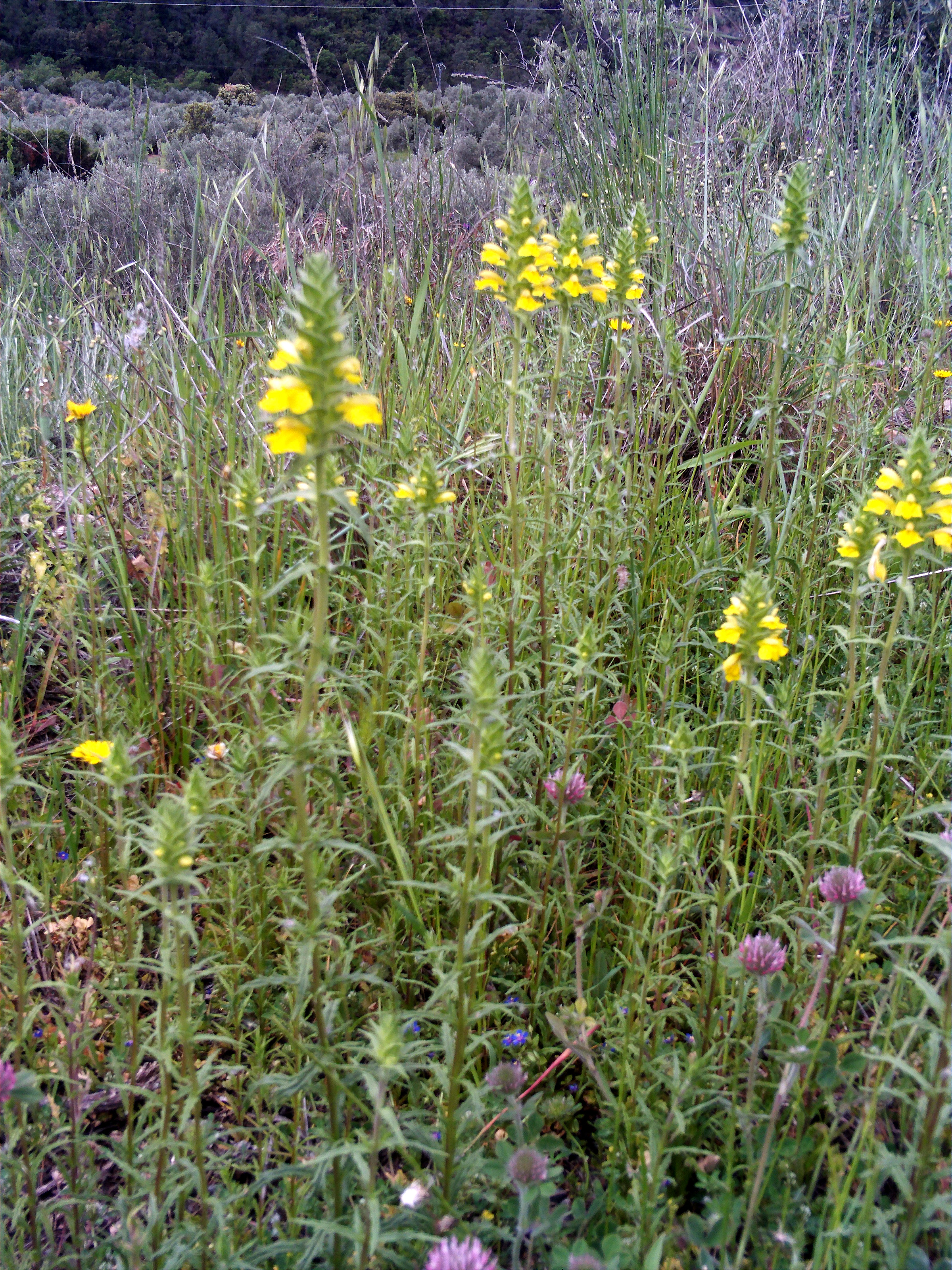
Typické stanoviště

Světličník lepkavý (Parentucellia viscosa) je jednoletá, 20 až 50 cm vysoká bylina vlhčích míst, která počátkem léta vykvétá žlutými květy v řídkém hroznu. Je kořenový poloparazit, považovaný v České republice za příležitostně se vyskytující neofyt, v jihozápadních Čechách byl zaznamenán koncem 19. století. Je jedním ze dvou druhů rodu světličník, jenž získává své živiny jak fotosyntézou, tak i paraziticky od hostitelských rostlin. Napadené rostliny jsou pak o poznání menší, slaběji kvetou a přinášejí méně semen.

## Rozšíření
Druh je původní v oblasti Středomoří, odkud západním směrem zasahuje na Kavkaz, do Malé Asie a na Blízký východ a východním směrem do Makaronésie. Na sever od Středozemí je původním druhem jen na Britských ostrovech. V pozdější době byl nechtěně rozšířen, pravděpodobně s krmivem pro koně při vojenských taženích, do některých středoevropských států. Byl také zavlečen do Severní a Jižní Ameriky, Austrálie i na Havajské ostrovy. Do Ameriky se dostal již se španělskou invazí do Mexika a na jih Spojených států, kde nyní nejvíce roste v pobřežních oblastech tichomořských států Washington, Oregon a Kalifornie. Do Austrálie byl introdukován v období okolo roku 1860, kdy tam počaly být vysévány trávy z Evropy, semeno světličníku lepkavého je velmi drobné, "prachové" a lze ho jen stěží z travního semene odstranit.

## Ekologie
Rostlina je terofyt vyrůstající obvykle na vlhčích loukách, pastvinách, podél potoků, okolo jezírek, na prameništích, vřesovištích , křovinatých loukách i v písčinách u mořského pobřeží. Vyrůstá na vlhkých, lidmi či přírodně narušených místech s písčitou půdou, stejně jako na trvale zatravněných místech bez lidského zásahu. Roste na slunci i ve stínu, má rád vlhko a je poměrně teplomilný, na kvalitu půdy i obsah živin je nenáročný. Parazituje hlavně trávy, jako jsou ovsíček (Aira), tomka (Anthoxanthum), třeslice, (Briza), sveřep (Bromus), kostřava, (Festuca), jílek (Lolium), lipnice (Poa) a další druhy bylin, např. z rodů drchnička (Anagallis), turanka (Conyza), prasetník (Hypochoeris), štírovník (Lotus), mléč (Sonchus), kolenec (Spergula) a jetel (Trifolium).
Byl vytvořen závěr, že tento poloparazit nečiní selekci ke kterému hostitelskému druhu se připojí, ale spíše záleží na tom, jak účinné obranné systémy má potencionální hostitelský druh. Kvete od dubna do června a jeho ploidie je 2n = 48.

## Popis
Jednoletá, hemiparazitická bylina vysoká 20 až 50 cm, která je světle zelená, celá žláznatě chlupatá, lepkavá a vyrůstá z vláknitých kořínků. Lodyhu má přímou, nejčastěji nerozvětvenou a na průřezu oblou nebo čtyřhrannou. Listy vyrůstají vstřícně, jsou přisedlé, jednoduché, celistvé, jejich čepele jsou čárkovité nebo úzce kopinaté, dlouhé 10 až 50 mm a široké 5 až 15 mm, na koncích špičaté, po obvodě celokrajné nebo pilovité a po obou stranách chlupaté. Palisty nejsou vyvinuté.
Na konci lodyhy vyrůstá řídké květenství, což bývá až 25 cm dlouhý, čtyřboký hrozen se žlutými květy sedícími v  paždí listenů podobných listům. Květ je oboupohlavný, souměrný a čtyřčetný. Trubkovitý, slabě nafouklý, vytrvalý kalich dlouhý až 15 mm je asi do poloviny srostlý a má špičaté cípy. Koruna je úzce nálevkovitá, dvoupyská, bývá dlouhá až 25 mm, je světle žlutá nebo vzácně bílá, horní pysk má slabě přilbovitě prohnutý, dolní pysk má všechny tři cípy stejně dlouhé i široké. Tyčinky jsou čtyři, dvoumocné, svrchní semeník má jednu čnělku s dvouramennou bliznou. Okolo báze semeníku je vystouplý kruh produkující nektar. Rostlina bývá opylována hmyzem, případně i samosprašně.
Plod je kyjovitá tobolka až 10 mm dlouhá s mnoha 0,2 mm velkými semeny. Rostlina může vyprodukovat průměrně 12 000 semen, která jsou velmi drobná a bývají snadno rozfoukávána větrem, mohou být přepravována i vodou. Lepivá část zralého květenství se někdy přilepí na oděv lidí nebo srst či peří zvířat a semena jsou pak přenesena na velkou vzdálenost.

## Reprodukce
Je poloparazitická bylina, což znamená, že získává živiny potřebné k růstu jak vlastní fotosyntézou, tak i odběrem z parazitovaných hostitelských rostlin. Dělá to kořenovými výrůstky, haustoriemi, kterými vysává vodu a minerální látky z kořenů hostitele. Tento vztah se může uskutečnit jen za předpokladu, že semínko parazita dopadne do těsné blízkosti hostitele.
Světličník lepkavý může růst za vhodných klimatických a půdních podmínek i autotrofně, semena vyklíčí a rostlina vykvete i bez přítomnosti hostitelské rostliny, podle měření však jeho květenství bývá o málo menší.